# Jean-Pierre Gaildraud
Jean-Pierre Gaildraud, né en 1936 à Limoges, est aujourd'hui reconnu comme un écrivain-militant et se présente comme « historien » de la guerre d'Algérie dont les récits se situent à mi-chemin entre vécu personnel et investigations documentaires.

## Biographie
Enseignant jusqu'en 1998, il découvrit la guerre d'Algérie en 1960, comme officier du contingent, chef de harka en petite Kabylie. En 1962, après la signature de ce que l'on appelle les accords d'Évian, il dut abandonner à un sort funeste les harkis auprès desquels il s'était engagé. Cet événement constitua un des principaux drames de sa vie.
En 1990, invité par Antenne 2 comme « témoin privilégié » de l'émission Les années algériennes de Philippe Alfonsi et Patrick Pesnot, l'historien spécialiste de l'Algérie Benjamin Stora l'incita à transcrire toutes ces images, ces idées qui le hantaient depuis près de 30 ans. C'est ainsi qu'il fit paraître Les années algériennes, en 1993. L'accueil très chaleureux reçu par cet ouvrage, l'encouragea dans cette voie et il n'a depuis cessé d'écrire. Il est à ce jour l'auteur de dix ouvrages, tous en rapport avec le passé, le présent ou le futur algériens.
En tant que conférencier, il a parcouru la France entière, animant de nombreux débats, exposant son point de vue sur le thème de la guerre d'Algérie. Ses interventions sont également très appréciées au sein des Universités du temps libre ou « Universités Inter-Âges », les sujets abordés intéressant tout spécialement les adhérents. Il est avant tout, au sein de la FNACA, un des responsables de la commission GAJE (Guerre, Algérie, Jeunesse, Enseignement) et à ce titre intervient fréquemment en milieu scolaire.
Cofondateur de l'association « Limousin Algérie », il milite pour le respect de la démocratie en Algérie.
Depuis 2017, il est l'invité d'honneur tous les ans du lycée polyvalent Veil de Brive-la-Gaillarde pour mener une conférence sur la guerre d'Algérie avec des anciens combattants. Ce moment rythme la vie du lycée et est à l'initiative des élèves. 

## Publications
- Il était une fois… les années algériennes (préface de Benjamin Stora, Éditions La Lucarne ovale, 1993).
- Sur les chemins de Tipasa. Roman historique (éditions La Lucarne ovale, 1995).
- La guerre de Golf. Roman historique (éditions La Lucarne ovale, 1997).
- Kahéna (éditions Tirésias, 1998).
- Les années Monnerot, 1954-1955 (éditions Flanant, 1999).
- Au-delà de l'oued (éditions Flanant).
- Destins de femmes (éditions Flanant).
- Amours, Violences et… Algéries (éditions Flanant, 2004).
- Les champs d'amour (éditions Flanant, 2006).
- 1954-1962, Citoyens dans la tourmente (éditions Flanant, 2009.
- Parcours d'un chat de gouttière (éditions Flanant, 2014.